# Грузинський технічний університет
Грузинський технічний університет (груз. საქართველოს ტექნიკური უნივერსიტეტი) — вищий навчальний заклад Грузії, провідний і найбільший технічний університет країни. Розташований у м. Тбілісі.

## Історія
Заснований в 1922 році як політехнічний факультет Тбіліського державного університету.
З 1928 року — Грузинський державний політехнічний інститут ім. В. І. Леніна.
З 1936 року — Грузинський державний індустріальний інститут ім. С. М. Кірова.
З 1947 року — знову Грузинський державний політехнічний інститут ім. С. М. Кірова.
У 1959 році після об'єднання з Тбіліським інститутом інженерів залізничного транспорту — Грузинський державний політехнічний інститут ім. В. І. Леніна.
З 1990 року — сучасна назва.